# Iłosk
Iłosk (biał. Іласк; ros. Илоск) – wieś na Białorusi, w obwodzie brzeskim, w rejonie kobryńskim, w sielsowiecie Ostromecz.
Dawniej wieś i majątek ziemski. Należał do ekonomii kobryńskiej. W czasach carskich i w II Rzeczypospolitej do 1928 siedziba gminy Iłosk. Znajdowała się tu nieistniejąca już w końcówce XIX w. kaplica katolicka parafii Horodec. W dwudziestoleciu międzywojennym wieś leżała w Polsce, w województwie poleskim, w powiecie kobryńskim.